# Gârda de Sus
Gârda de Sus – wieś w Rumunii, w okręgu Alba, w gminie Gârda de Sus. W 2011 roku liczyła 391 mieszkańców.